# Zakim Bridge
Il Zakim Bridge (/zeɪkəm/), chiamato ufficialmente Leonard P. Zakim Bunker Hill Memorial Bridge (Ponte Memoriale Leonard P. Zakim Bunker Hill), è un ponte strallato in acciaio e calcestruzzo ibrido che attraversa il fiume Charles a Boston, nel Massachusetts. Sostituisce il Charlestown High Bridge, un vecchio ponte a traliccio costruito negli anni 50. 
È dotato di quattro corsie in ogni direzione (direzione nord e direzione sud) della Interstate 93 e U.S. Route 1.
Il ponte è stato costruito come parte del Big Dig, il più grande progetto di costruzione di autostrade negli Stati Uniti. Le corsie in direzione nord sono state terminate nel marzo 2003 e le corsie in direzione sud nel dicembre dello stesso anno.